# تونامی، تویاما
تونامی در استان تویاما در کشور ژاپن واقع شده‌است  که دارای جمعیت ۴۹٬۳۹۶ نفر و مساحت ۱۲۶٫۹۶ کیلومتر مربع با تراکم جمعیت ۳۸۹  نفر در کیلومترمربع است و در تاریخ ۱ آوریل ۱۹۵۴ به عنوان شهر شناخته شد.